# Pannotia

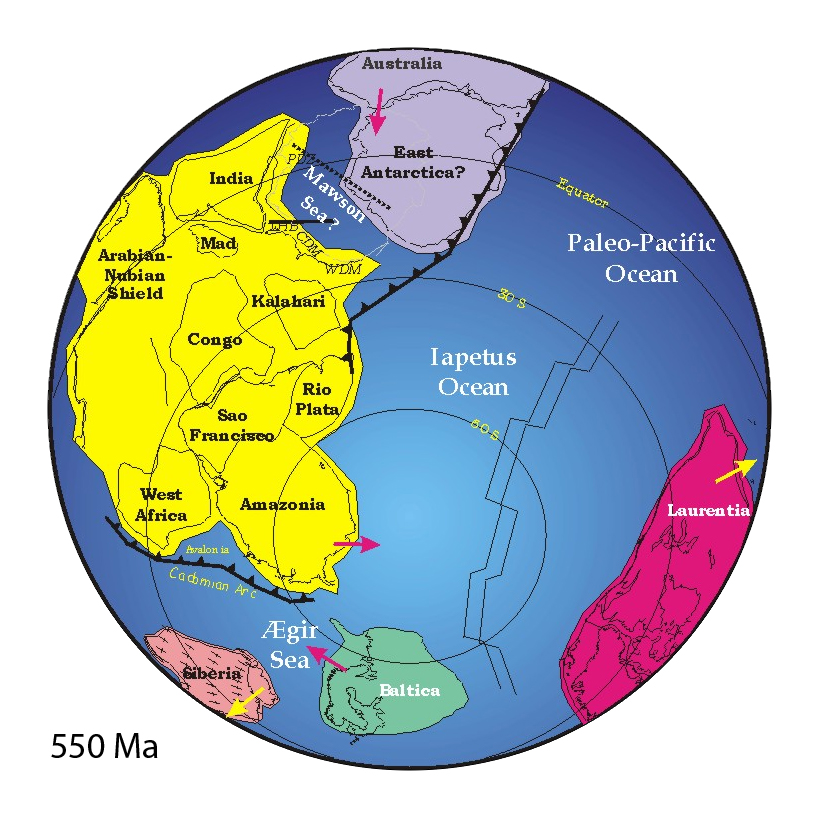
Posizione degli antichi continenti, circa 550 milioni di anni fa.

La Pannotia, descritta per la prima volta da Ian Dalziel nel 1997, è un ipotetico supercontinente che sarebbe esistito fra i 600 ed i 540 milioni di anni fa (Ma), durante il Precambriano. Viene anche chiamata il Supercontinente vendiano.
Si divise successivamente nei paleocontinenti Laurentia, Siberia e Baltica, lasciando a sud la grande massa del Gondwana.

## Formazione
Circa 750 milioni di anni fa, il supercontinente Rodinia si divise in Protolaurasia, che successivamente si ruppe e si riassemblò come Laurasia, Cratone del Congo e Protogondwana.
La Protolaurasia ruotò verso sud, in direzione del Polo Sud; il Protogondwana ruotò in senso antiorario. Il cratone del Congo si posizionò fra i due, circa 600 milioni di anni fa, formando la Pannotia. Tutta questa massa di terra si trovava nei pressi del Polo Sud, per cui è presumibile che in quell'epoca ci siano stati più ghiacciai che in qualsiasi altra era geologica terrestre.

## Geografia e durata
La Pannotia somigliava ad una "V" con la punta rivolta a nord-est: al suo interno vi era un oceano, formatosi durante la rottura della Rodinia, che sarebbe diventato l'attuale Oceano Pacifico. All'esterno, invece, la Pannotia era circondata da un gigantesco oceano chiamato Oceano Pan-Africano, l'equivalente della Pantalassa.
La Pannotia ebbe vita breve: gli scontri che avevano dato origine al supercontinente avevano una componente di movimento di striscio laterale e i continenti che si erano raggruppati avevano mantenuto un'attività di deriva. 540 milioni di anni fa, cioè appena 60 milioni di anni dopo la sua formazione, la Pannotia si divise in quattro continenti: la Laurentia, la Baltica, la Siberia e il Gondwana, che successivamente si riunirono, dando vita alla Pangea, il più recente dei supercontinenti.
Il supercontinente esistito alla fine del Neoproterozoico viene anche indicato come il Grande Gondwana, definizione coniata da Stern nel 1994, che serve a indicare che il Gondwana faceva precedentemente parte d'un supercontinente molto più grande durante il tardo Neoproterozoico.